# Kristine Duvholt
Kristine Duvholt Havnås (Tønsberg, 31 de janeiro de 1974) é uma ex-handebolista profissional norueguesa, medalhista olímpica.
Kristine Duvholt fez parte da geração medalha de prata de e Barcelona 1992 e bronze em Sydney 2000.